# Tarnac
Tarnac – miejscowość i gmina we Francji, w regionie Nowa Akwitania, w departamencie Corrèze.
Według danych na rok 1990 gminę zamieszkiwały 403 osoby, a gęstość zaludnienia wynosiła 6 osób/km² (wśród 747 gmin Limousin Tarnac plasuje się na 298. miejscu pod względem liczby ludności, natomiast pod względem powierzchni na miejscu 13.).